# Dmitrij Gorik
Dmitrij Nikołajewicz Gorik (ros. Дмитрий Николаевич Горик, ur. 1904 we wsi Kasztany k. Soczi w guberni czarnomorskiej, zm. 1967 w Rostowie nad Donem) - funkcjonariusz radzieckich organów bezpieczeństwa, pułkownik bezpieczeństwa państwowego, szef Zarządu NKWD w obwodzie murmańskim (1939-1940).

## Życiorys
Od stycznia 1920 do lutego 1921 służył w Armii Czerwonej, później był kierownikiem sklepu Kooperatywy Zaopatrzenia, od października 1926 do października 1929 ponownie w Armii Czerwonej, 1928 wstąpił do WKP(b). 1929-1931 słuchacz szkoły budownictwa radzieckiego i partyjnego 2 stopnia w Baku, później pracował w Głównym Zarządzie Bezpieczeństwa Państwowego, starszy pełnomocnik wydziału specjalnego GPU przy Radzie Komisarzy Ludowych Azerbejdżańskiej SRR, funkcjonariusz miejskiego oddziału Głównego Zarządu Bezpieczeństwa Państwowego w Gandży/Kirowabadzie. 1937 słuchacz Centralnej Szkoły NKWD ZSRR, od września 1937 do 1938 pełnomocnik operacyjny Wydziału I Zarządu IV Głównego Zarządu Bezpieczeństwa Państwowego, następnie Wydziału I i Sekretariatu NKWD ZSRR, 25 lipca 1938 mianowany młodszym porucznikiem bezpieczeństwa państwowego. 1938-1939 zastępca szefa Sekretariatu NKWD, od 19 marca 1939 kapitan bezpieczeństwa państwowego, od 31 marca 1939 do 4 czerwca 1940 szef Zarządu NKWD obwodu murmańskiego. Od lipca do listopada 1940 szef Oddziału I Wydziału II Głównego Zarządu Ekonomicznego NKWD, później przez pół roku w rezerwie NKWD, od kwietnia do września 1941 funkcjonariusz Głównego Zarządu Budownictwa Dalekiego Wschodu NKWD ZSRR, od września 1941 do stycznia 1944 zastępca szefa Zarządu Północno-Wschodnich Poprawczych Obozów Pracy, szef Wydziału Kadr tego zarządu, 11 lutego 1943 mianowany podpułkownikiem bezpieczeństwa państwowego. Od stycznia 1944 do 6 lutego 1954 szef Wydziału Kolonii Dziecięcych Zarządu Poprawczych Obozów Pracy i Kolonii Zarządu NKWD/MSW, od 10 lipca 1947 w stopniu pułkownika bezpieczeństwa państwowego, w lutym 1954 zwolniony w stan spoczynku.

## Odznaczenia
- Order Czerwonego Sztandaru Pracy
- Order Czerwonej Gwiazdy (dwukrotnie - 26 kwietnia 1940 i 15 stycznia 1945)
- Order „Znak Honoru” (13 grudnia 1944)

I 2 medale.